# Vikornes södra kontrakt

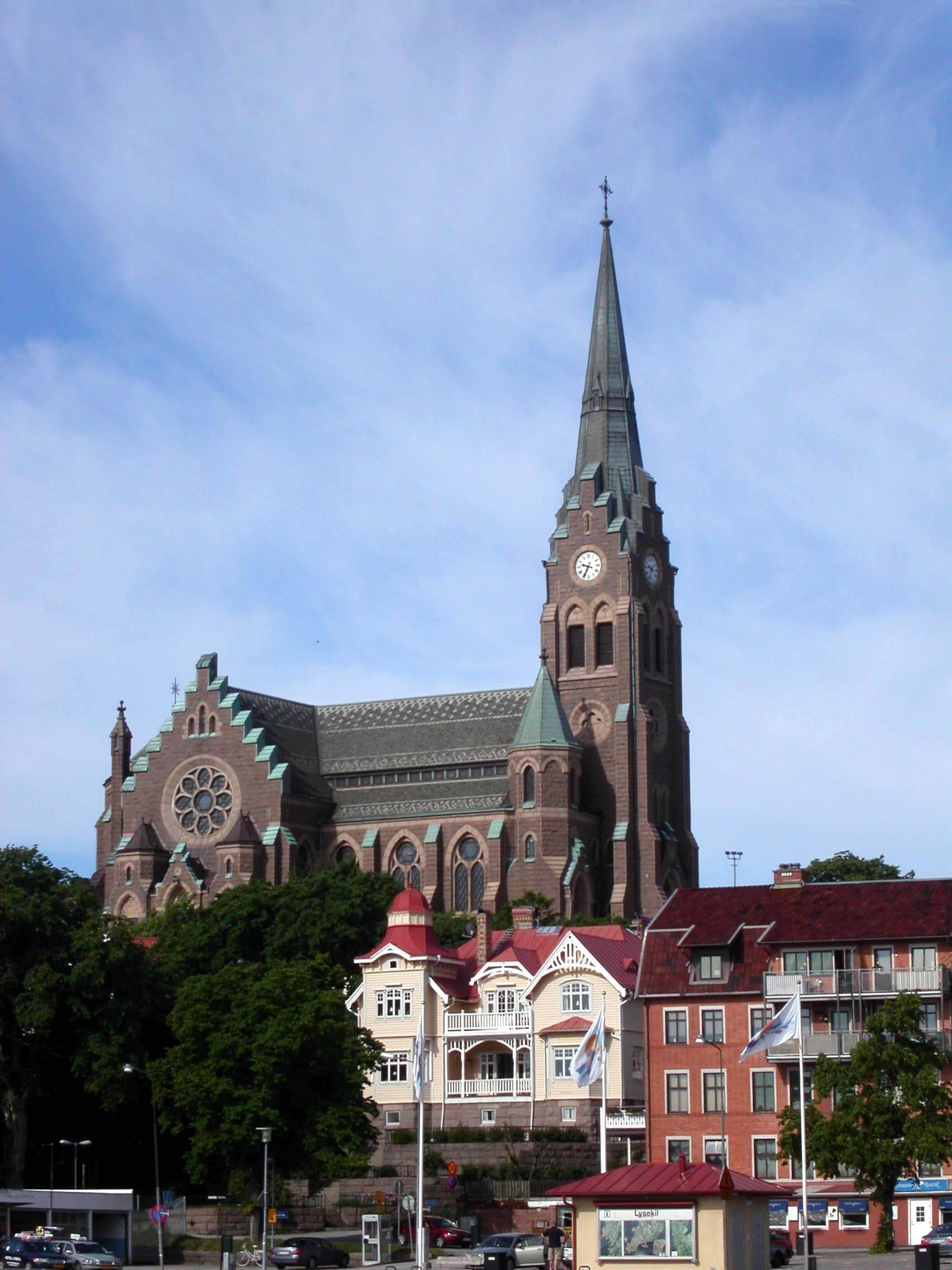
Lysekils kyrka

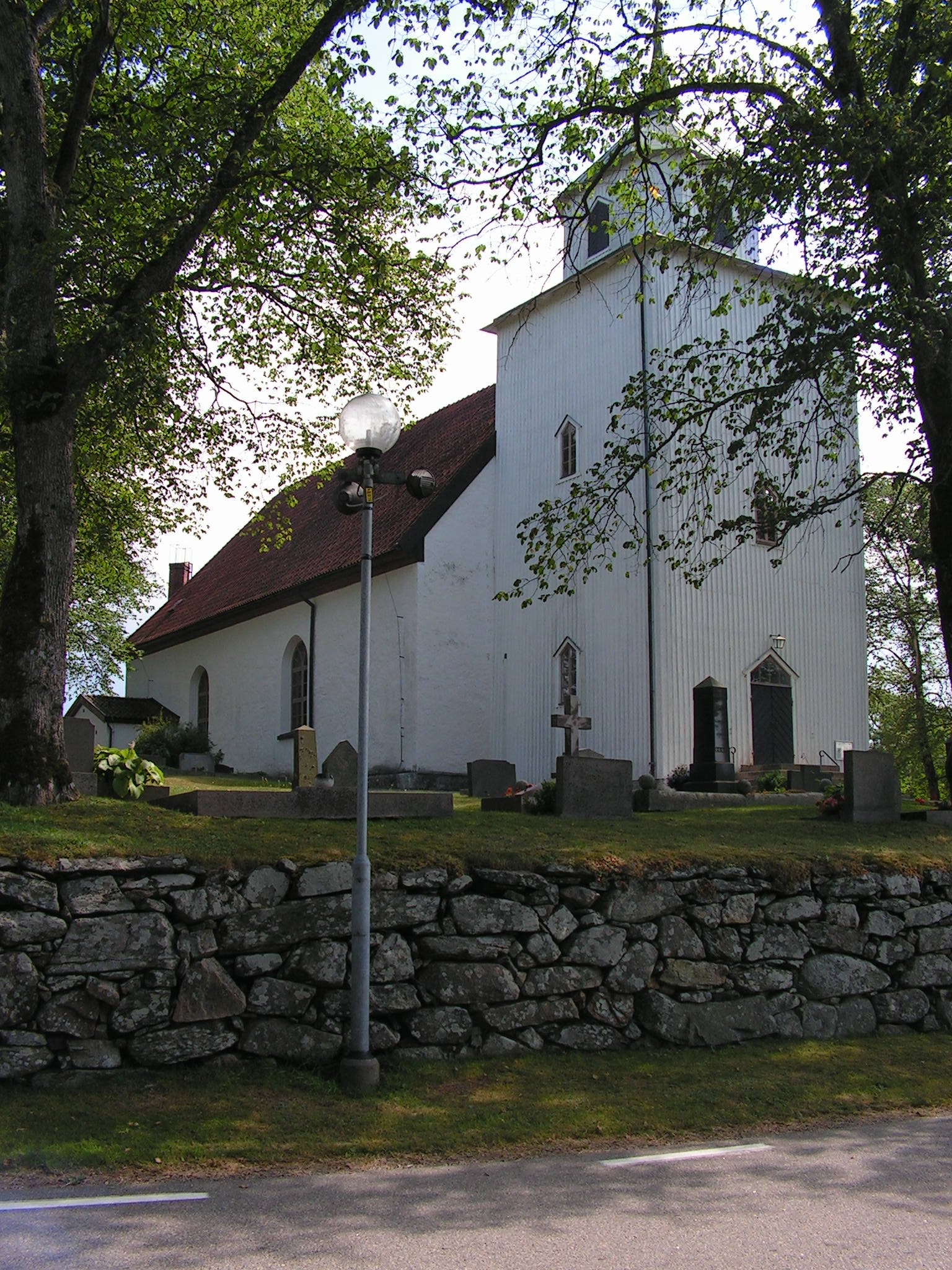
Svarteborgs kyrka

Vikornes södra kontrakt var fram till 1 april 2007 ett kontrakt i mitten av Bohuslän norr om Uddevalla i Göteborgs stift. Detta datum trädde ett beslut i kraft varigenom Vikornes södra kontrakt slogs ihop med Vikornes norra kontrakt. Det nybildade kontraktet fick då namnet Norra Bohusläns kontrakt.

## Geografisk omfattning och indelningsändringar
Vikornes södra kontrakts område omfattade Munkedals, Lysekils och Sotenäs kommuner. Det motsvarade Tunge härad, Sörbygdens härad, Stångenäs härad (med Lysekil) och Sotenäs härad, men också mindre delar av andra härader efter indelningsförändringar (se nedan). – Kville härad hade tidigare också tillhört kontraktet (se nedan).

### Indelningsförändringar
Historiskt fram till och med 1960-talet tillhörde även de tre församlingarna i Kville härad Vikornes södra kontrakt (se uppgifter om detta och referens i artikeln Vikornes norra kontrakt), men de överfördes senare till Vikornes norra kontrakt.
Utanför dessa härader införlivades 1 januari 1968 Valbo-Ryrs församling i Valbo härad i Dalsland med dåvarande Göteborgs och Bohus län (från dåvarande Älvsborgs län), eftersom det låg närmare Munkedal i Bohuslän (centralortsteorin). Samtidigt överfördes denna församling från Karlstads stift till Göteborgs stift och införlivades därför i Vikornes södra kontrakt.
Dessutom tillhörde också från 1995 Skaftö församling i Orusts västra härad kontraktet, eftersom det kom att tillhöra Lysekils kommun efter kommunsammanslagningarna 1971, eftersom det ligger Lysekil rätt nära (på andra sidan Gullmarn) och ligger närmare Bokenäset än Orust. Skaftö församling bildades 1888 genom utbrytning ur Morlanda församling på Orusts fastland, eftersom det var långt från öarna där till Morlanda kyrka. Processen hade börjat redan på 1600-talet då två expanderande fiskelägen på öarna, Fiskebäckskil (1600-talet) och Grundsund (1798), fick egna kyrkor och församlingar, vilka 1888 slogs samman med den nybildade Skaftö församling.

## Namnet
Namnet Vikornes är en gammal förändrad genitivform av det gamla norska landskapsnamnet Viken. Ordet vik (isländska: vík) var femininum och av stammen rotnomina (utan ändelsevokal, rotnomina saknade ändelsevokal i stammen). Därför böjdes vik i genitiv vikr och på modern isländska víkur, i bestämd form vikrinnar respektive víkurinnar.

## Tabell över församlingar, pastorat, kommuner och härader som ingått i kontraktet
Kontraktet, som bildades 1859 ur ett tidigare Vikornes kontrakt,  omfattade de pastorat, församlingar, före detta församlingar, kommuner och härader, som alla redovisas i denna tabell:
| Nr | Församling                                                                             | Pastorat                            | Kommun           | Härad                                                              |
| -- | -------------------------------------------------------------------------------------- | ----------------------------------- | ---------------- | ------------------------------------------------------------------ |
| 1  | Foss församling (sammanslagning 2006 av församlingarna Foss, Håby och Valbo-Ryr)       | Foss pastorat (eget pastorat)       | Munkedals kommun | Tunge härad (Valbo-Ryr: Valbo härad)                               |
| 2  | Svarteborgs församling                                                                 | Svarteborgs pastorat                | Munkedals kommun | Tunge härad                                                        |
| 3  | Bärfendals församling                                                                  | Svarteborgs pastorat                | Munkedals kommun | Sotenäs härad                                                      |
| 4  | Sörbygdens församling (sammanslagning 2006 av församlingarna Krokstad, Hede och Sanne) | Sörbygdens pastorat (eget pastorat) | Munkedals kommun | Sörbygdens härad                                                   |
| 5  | Bro församling                                                                         | Bro pastorat                        | Lysekils kommun  | Stångenäs härad                                                    |
| 6  | Brastads församling                                                                    | Bro pastorat                        | Lysekils kommun  | Stångenäs härad                                                    |
| 7  | Lysekils församling                                                                    | Lysekils pastorat                   | Lysekils kommun  | Stångenäs härad (innan Lysekil formellt blev stad utanför häradet) |
| 8  | Lyse församling                                                                        | Lysekils pastorat                   | Lysekils kommun  | Stångenäs härad                                                    |
| 9  | Skaftö församling                                                                      | Lysekils pastorat                   | Lysekils kommun  | Orusts västra härad                                                |
| 10 | Tossene församling                                                                     | Tossene pastorat                    | Sotenäs kommun   | Sotenäs härad                                                      |
| 11 | Hunnebostrands församling                                                              | Tossene pastorat                    | Sotenäs kommun   | Sotenäs härad                                                      |
| 12 | Kungshamns församling                                                                  | Kungshamns pastorat                 | Sotenäs kommun   | Sotenäs härad                                                      |
| 13 | Malmöns församling                                                                     | Kungshamns pastorat                 | Sotenäs kommun   | Sotenäs härad                                                      |
| 14 | Askums församling                                                                      | Kungshamns pastorat                 | Sotenäs kommun   | Sotenäs härad                                                      |
| 15 | Smögens församling                                                                     | Kungshamns pastorat                 | Sotenäs kommun   | Sotenäs härad                                                      |